# Alberto Ghiraldo
Alberto Ghiraldo, né à Buenos Aires le 7 août 1875 et mort le 23 mars 1946 à Santiago du Chili, est un écrivain et journaliste anarchiste argentin.

## Biographie
La mort de son père, à l'âge de dix ans, détermine une éducation fragmentaire et une disposition de travail prématurée grâce à laquelle Alberto Ghiraldo est déjà témoin à quinze ans de la situation de la classe ouvrière dans le port de Buenos Aires.
À cette époque, l'influence idéologique de Leandro N. Alem permet la participation de Ghiraldo à la "Révolution du parc" de 1890. Parallèlement, il publie en 1891 une série d’essais inédits d’importants auteurs à qui Ghiraldo donne le titre El año literario, y inclus son poème. En 1892, il publie Les voilà!, poèmes décadentistes.
En 1893, il participe à la Révolution radicale. Il travaille dans le magazine littéraire La Quincena, où il rencontre Rubén Darío, qui aura sur lui une influence décisive. À la fin du XIXe siècle, il publie de la poésie, des nouvelles, des articles de journaux. Entre 1898 et 1903, il publie El Sol, « revue d'art et de critique, anarchiste », ce qui lui vaut de nombreuses poursuites judiciaires et des incarcérations multiples.
En 1900, le parti socialiste argentin triomphe à la chambre législative. Il rejoint le parti et adhère à l'anarchisme de façon définitive. Les articles de ces années, le militantisme, provoquent des arrestations et des poursuites fédérales. Il s’engage, en tant que militant et intellectuel, dans la Fédération des travailleurs régionaux d’Argentine (FORA). 
De 1904 à 1905, son travail intellectuel et politique est développé dans le magazine Martin Fierro, et dans la direction de La Protesta Humana, un organe militant de l'anarchisme argentin. 
Il crée un nouveau magazine littéraire Ideas y figuras. 
De 1910 à 1916, il effectue une intense production dramaturgique, représentant d'une littérature de son discours anarchiste.
En 1916, Ghiraldo se rend en Espagne, où il subit les contraintes de la police et les persécutions. Il publie pour le théâtre, le journalisme, la politique et une autobiographie. Il devient le protecteur littéraire de Benito Pérez Galdós. 
En 1934, il s'installe au Chili où il réside ses douze dernières années et où il meurt en 1946.

## Œuvres
- El año literario. Buenos Aires: Casa Editora La Maravilla Literaria de Urbano Rivero, 1891.
- ¡Ahí van!, Buenos Aires, Félix Lajouane editor, 1892.
- Fibras, Buenos Aires, Pablo Coni, 1895.
- Sangre y oro (El presidio de Sierra Chica), Buenos Aires, Est. Tipogr. de La Agricultura, 1897.
- Gesta, Buenos Aires, Biblioteca El Sol, 2e éd., 1900.
- Los nuevos caminos, Buenos Aires, El Sol, 1901.
- La tiranía del frac (Crónicas de un preso), Buenos Aires, Biblioteca Popular de Martín Fierro, 1905.
- Alma Gaucha, Buenos Aires, Pascual Mediano, 2e éd., 1909.
- Sangre nuestra, Buenos Aires, Ideas y Figuras, 1911.
- La cruz, Buenos Aires, Ideas y Figuras, 1912.
- Crónicas argentinas, Buenos Aires, Malena, 1912.
- La columna de fuego, Buenos Aires, Ideas y Figuras, 1913.
- La ley baldón, Buenos Aires, Fontanillas, 1915.
- Doña Modesta Pizarro, Buenos Aires, Ideas y Figuras, 1916.
- El peregrino curioso. Mi viaje a España, Madrid, Sanz Calleja, 1917.
- La Argentina(Estado social de un pueblo), Madrid, sans mention d'éditeur, vers 1921.
- Antología americana, Madrid, Renacimiento, 1923.
- Primeras letras, Buenos Aires, Ed. Biblioteca Ramos Mejía, coll. « Los Novelistas », tome III, 1923.
- La canción del deportado, Buenos Aires, Las Grandes Obras, 1924 (Madrid, Est. Tip. La Mañana, 1921).
- Humano ardor, Barcelone, Lux, 1928.
- Los salvajes, Madrid, El Teatro Moderno, 1928.
- Yanquilandia bárbara. La lucha contra el imperialismo, Madrid, Historia Nueva, 1929.
- Cuentos argentinos, Santiago du Chili, Ercilla, 1935.
- Libertadores de América. Las espadas y las liras, Santiago du Chili, Ercilla, 1935.
- Cancionero libertario, Santiago du Chili, Ercilla, 1935.
- El archivo de Rubén Darío, Buenos Aires, Losada, 1943.
- Teatro argentino, Buenos Aires, Américalee, 1946.